# Schweizer Filmwochenschau
Die Schweizer Filmwochenschau war eine vom Bundesrat in Auftrag gegebene Reihe von Filmbeiträgen, die wöchentlich im Vorprogramm der Kinos gesendet wurde. Als Ergänzung zu den Nachrichten in den Zeitungen und dem Radio abonnierten die Kinos – anfangs noch obligatorisch – die Filmbeiträge über Aktualitäten aus Politik, Kultur, Wissenschaft, Technik, Sport und Unterhaltung, wobei die Filme in deutscher, französischer und italienischer Sprache ausgestrahlt wurden. Produzentin war die in Lausanne ansässige Cinégram. Mit der Verbreitung der privaten Fernsehgeräte und dem Fernsehen als Massenmedium verlor die Wochenschau an Bedeutung, bis sie mangels Abonnementen den Betrieb einstellen musste.

## Vorläufer 1923–1936
Als Vorläufer der Schweizer Filmwochenschau gilt die ab September 1923 in Lausanne produzierte Wochenschau der Office cinématographique, einer Unternehmung von Emile Taponnier, Jacques Béranger und Arthur-Adrien Porchet. Die ausländische Konkurrenz mit ihren «Block Verträge» war allerdings zu stark, was im März 1936 zu einer Einstellung der Produktion führte. Ernst Löpfe protestierte gegen die Einstellung.

## Die Schweizer Filmwochenschau 1940–1975

### Gründung 1940 und Obligatorium
Der Bundesrat forderte primär darum eine schweizerische Wochenschau, weil er Ende der 1930er-Jahre vor allem der in der Schweiz stark präsenten nationalsozialistischen, aber auch der französischen Propaganda eine eigene Filmwochenschau entgegenhalten wollte.
Der Bund beteiligte sich teilweise an den Kosten der Produktionen. Mit Bundesratsbeschluss vom 16. April 1940 wurde die Vorführung in den Schweizer Kinosälen obligatorisch. Das Obligatorium begründete er 1940 mit finanziellen und politischen Überlegungen – einerseits, um «zunächst überhaupt die ökonomische Existenzgrundlage für eine schweizerische Filmwochenschau zu schaffen», andererseits sei es infolge des Kriegs ein Bedürfnis, «neben Presse und Funkspruch auch den Film in den Dienst unseres nationalen Lebens und unserer nationalen Aufgaben zu stellen». Erst im Januar 1946 schaffte der Bundesrat das Obligatorium ab.

### Beiträge der Filmwochenschau
Die jeweils rund fünf bis acht Minuten dauernde Filmwochenschau stand im Zeichen der Geistigen Landesverteidigung – sowohl während der Zeit des Zweiten Weltkriegs als auch im Kalten Krieg.

## Zugang
Zwischen 1940 und 1975 sind über 6600 Beiträge produziert worden. Diese wurden seit 2017 sukzessive online zugänglich gemacht und stehen der Öffentlichkeit auf der Online-Plattform Memobase.ch und der Archivdatenbank des Schweizerischen Bundesarchiv zur Verfügung.